# Albino Carraro
Albino Carraro (4. april 1899 - 14. august 1964) var en fodbolddommer fra Italien. Han dømte en række internationale kampe i 1920'erne og 1930'erne, blandt andet bronzefinalen under VM i Italien i 1934 mellem Tyskland og Østrig. Nogle ting tyder på at Albino Carraro var træner for Milano en kort periode i 1936.